# Puchar Mistrza Rosji (hokej na lodzie)
Puchar Mistrza Rosji (ros. Кубок Чемпиона России) – przechodnie trofeum przyznawane od 2025 za zwycięstwo w rosyjskich rozgrywkach hokeja na lodzie, Wyższej Hokejowej Ligi (WHL).

## Historia
Do edycji WHL 2023/2024 zwycięzca rozgrywek otrzymywał Puchar Pietrowa.
Przed rozpoczęciem 15. sezonu WHL (2024/2025) dokonano zmiany i przewidziano nowe trofeum za zwycięstwo w fazie-play-off rozgrywek
Puchar waży 30 kilogramów, jest wykonany ze srebra próby 925 i mosiądzu ze srebrną powłoką, zewnętrzna część pokryta jest płatkami złota, podium wykonane jest z dębu, a ozdoby pucharu wykonano techniką filigranu. Autorem trofeum jest Władimir Majziel.
Pierwotnie puchar został ustanowiony w 1996, gdy przestała istnieć Międzynarodowa Hokejowa Liga, w ramach której rozgrywano mistrzostwa Rosji. Wówczas powołano Rosyjską Hokejową Ligę, której triumator otrzymywał tenże puchar. Po kolejnej restrukturyzacji od 1999 trofeum otrzymywali zwycięzcy Superligi aż do 2008, bowiem w powołanej wtedy Kontynentalnej Hokejowej Lidze ustanowiono Puchar Gagarina, przyznawany od 2009. Od tego czasu omawiany Puchar Mistrza Rosji darowano zwycięzcy regularnych mistrzostw lub zwycięzcy fazy play-off KHL.
Przed rozpoczęciem edycji 2024/2025 Federacja Hokeja Rosji i władz rozgrywek WHL podpisały umowę, zgodnie z którą ci ostatni otrzymali prawo organizacji mistrzostw Rosji, w związku z czym zwycięzca fazy pla-off zostaje mistrzem Rosji i otrzymuje Puchar Mistrza Rosji.

## Zdobywcy
- 2024/2025: Torpedo-Gorki[1]